# 유폐 새틀라이트
유폐 새틀라이트(幽閉サテライト 유헤이 사테라이토[*], Yuuhei Satellite), 유헤이 새틀라이트는 동방 프로젝트에 중점을 둔 일본의 동인 음악 그룹이다. 약칭은 유우사테(幽サテ)이다.

## 개요
동방 프로젝트의 주요 곡들을 어레인지한다.

### 구성원
- Autobahn
- Iceon
- 데이타라봇치(でいたらぼっち)
- Senya(세냐, せにゃ) - 보컬 담당

## 역사
- 2010년 8월: 그룹 설립

## 음반 목록
| 1. 《향기로운 꽃도 언젠가는 지기에》 2. 《소악마 링고》 3. 《손바닥 피아니시모》 4. 《레플리카의 사랑》 5. 《환상만화경 춘설이변의 장》 6. 《달에 떼구름, 꽃에 바람》 7. 《천화요란》 8. 《동방역회권》 9. 《젖은 머리카락이 살결에 닿았을 때》 10. 《삼천세계》 11. 《밤 벚꽃에 너를 숨기고》 | 1. 《감정 케미스트리》 2. 《미제라블의 기우제》 3. 《신데렐라 아바타》 4. 《카프카가 되는 군청에》 5. 《화조풍월》 6. 《물거품, 슬픔의 전경》 7. 《세타로 찔러줘》 8. 《아노하나 사쿠야》 9. 《속박 아네모네이션》 |

## 같이 보기
- 환상만화경 ~ The Memories of Phantasm